# Niterói
Niterói – miasto w południowo-wschodniej Brazylii, w stanie Rio de Janeiro, port u wejścia do Zatoki Guanabara, naprzeciw miasta Rio de Janeiro, z którym jest połączony mostem Rio-Niterói. Około 470 tys. mieszkańców.

## Zabytki i atrakcje turystyczne
- Fortaleza de Santa Cruz - wzniesiona przez Francuzów w XVI wieku w celu ochrony miasta przed atakiem ze strony morza, które zadanie wykonała w 1599 broniąc miasto przed atakiem Holendrów;
- Muzeum Sztuki Współczesnej (port. Museu de Art Contemporânea) mieszczące się w charakterystycznym budynku sprawiającym wrażenie że unosi się nad ziemią. Budynek, którego budowę zakończono w 1996 roku, zaprojektował Oscar Niemeyer.
- Plaża Itacoatiara – jedna z najpiękniejszych, piaszczystych plaż w regionie, na której panują idealne warunki do uprawiania sportów wodnych. Znajduje się godzinę drogi autobusem od centrum Niterói.

## Gospodarka
W mieście rozwinął się przemysł spożywczy, włókienniczy, cementowy, stoczniowy oraz chemiczny.

## Sport
W mieście mają siedzibę kluby piłkarskie Canto do Rio FC, Fonseca AC i Rio Cricket AA.